# Caulolatilus microps
Caulolatilus microps är en fiskart som beskrevs av Goode och Bean, 1878. Caulolatilus microps ingår i släktet Caulolatilus och familjen Malacanthidae. Inga underarter finns listade i Catalogue of Life.